# Ворота (хоккей с шайбой)

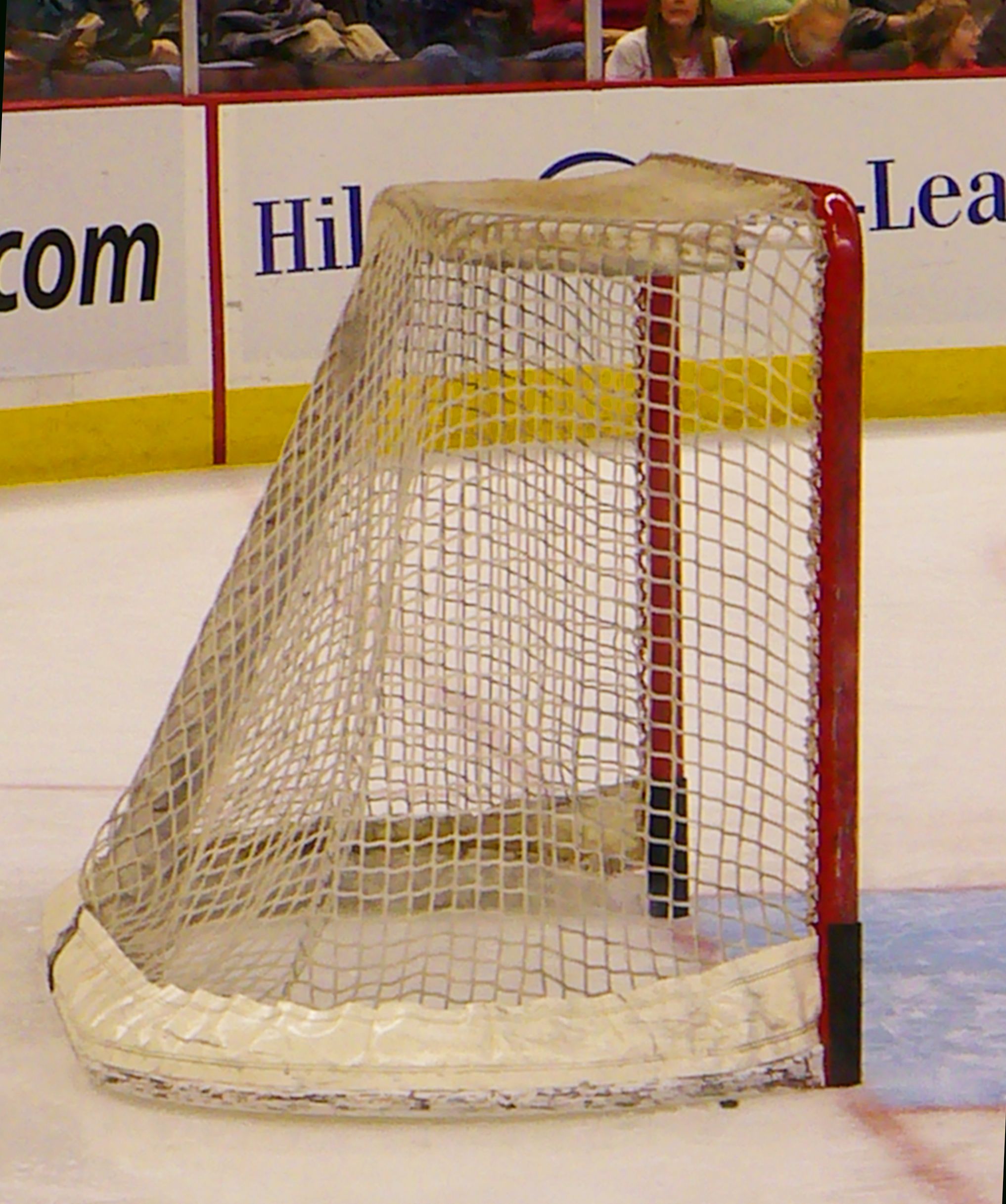
Хоккейные ворота в игре

Хокке́йные воро́та — ворота, используемые при игре в хоккей; состоят из двух вертикальных стоек (штанг), находящихся на линии ворот на равном расстоянии от бортов и соединённых вверху горизонтальной перекладиной.
Расстояние между стойками — 1,83 м (6 футов), а расстояние от нижнего края перекладины до поверхности льда — 1,22 м (4 фута). Диаметр перекладины и обеих стоек не более 5 см (2 дюйма).
К воротам прикрепляется сетка, которая должна быть надежно закреплена и расположена так, чтобы не мешать вратарю.
Стойки и перекладина ворот должны быть изготовлены из металла или других утверждённых материалов и должны быть красного цвета.
Ворота должны быть передвижными для предотвращения травмирования игроков; также упрощается подготовка льда перед матчами и периодами.

## История хоккейных ворот
Хотя сам хоккей появился в конце XIX века, сетка на воротах появилась только в 1900 году. Из-за отсутствия сеток происходили постоянные споры насчёт взятия ворот, так как отсутствовал отскок. Сначала сеть была рыболовной. Затем на каркас стали вешать металлическую сеть. Однако при отскоке шайба травмировала вратаря. Потом стала использоваться верёвочная сеть. В 1945 году за воротами впервые были установлены два фонаря (красный и зелёный). Красный означал взятие ворот, а зелёный говорил о том, что шайба не пересекла линию ворот. В наши дни в матчах используется звуковой сигнал, который обозначает взятие ворот.

## Площадь ворот

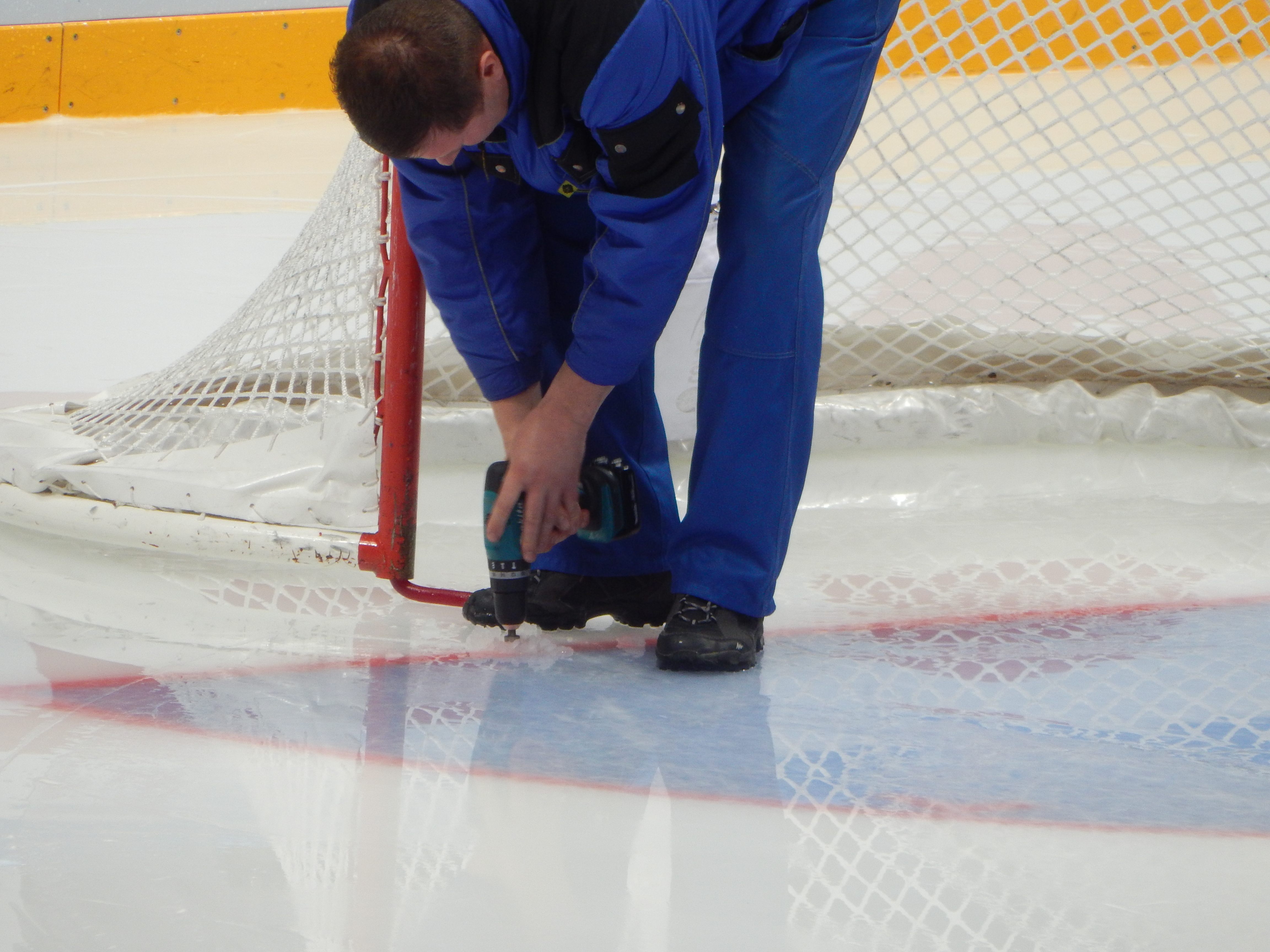
Установка ворот на Арене Легенд

Из центра линии ворот наносится полуокружность радиусом 1,8 м до пересечения с линией ворот. Площадь вместе с полученными граничными линиями называется площадью ворот. Цвет контура площади красный, а цвет площади голубой. Длина площади ворот вдоль линии ворот составляет 3,6 м.
Обычно площадь ворот называют «пятачком». В отличие от других видов спорта, вратарь в хоккее с шайбой может играть и за пределами «пятачка». В случае, если против игрока выходящего один на один с вратарем совершается нарушение правил, то назначается буллит.

## Судейство
В современных хоккейных матчах, за воротами сидят двое гол-судей. Их задачей является наблюдение за взятием ворот. Хотя часто главные судьи матча обращаются к видео-гол-судье для определения спорного момента.

## Деление ворот на зоны
Хоккейные ворота, как и футбольные, условно делятся на квадраты. Левая и правая половина ворот делятся на 9 квадратов: три ряда по три квадрата. Каждому квадрату присваивается номер от 1 до 9. Счёт начинается с нижнего ряда, так что над первым квадратом располагается четвёртый, над четвёртым — седьмой, и т. д.
Деление ворот на квадраты делается в тренировочных целях: полевым игрокам дается задание попасть в точно определённую зону (например, «четвёрка» — это самый центр ворот, «тройка» и «девятка» — углы ворот). «Девятка» — это правый или левый верхний угол футбольных ворот.
В обычных ситуациях центральные зоны вообще никак не нумеруются (спортивные комментаторы обычно используют выражения «бросить низом или верхом по центру ворот, бросить под перекладину»), а боковым зонам принято давать названия «тройки», «шестёрки» и «девятки» и при этом тут же уточнять, о правой или левой стороне ворот идёт речь.
Два нижних угла ворот называются «тройками», два верхних — у пересечения боковых штанг и перекладины — «девятками».
В разговорном языке выражение «попасть в „девятку“» употребляется только в случае попадания в ворота около места пересечения штанги и перекладины. Выражение «попасть в паутину» означает попадание не просто в «девятку», а впритирку к месту пересечения штанги и перекладины (куда уже настолько давно не попадали, что даже завелась паутина).